# Vespolate
Vespolate là một đô thị ở tỉnh Novara ở vùng Piedmont của Ý, tọa lạc cách 80 km về phía đông bắc của Torino and about 12 km về phía đông nam của Novara. Tại thời điểm ngày 31 tháng 12 năm 2004, đô thị này có dân số 2.054 người và diện tích là 17,8 km².
Vespolate giáp các đô thị: Borgolavezzaro, Confienza, Granozzo con Monticello, Nibbiola, Robbio, Terdobbiate, và Tornaco.